# MIMAMORI
MIMAMORI（みまもり）は、いすゞ自動車が行っている商用テレマティクスサービスの名称。旧称はみまもりくん。
日本における商用テレマティクスサービスの先駆的な存在といわれる。

## 概要
商用車両に搭載した各種センサーから収集した車両の稼働情報をデータ通信によりインターネットを通じてデータセンターと接続することで、燃費、CO2・NOx・PMの排出量、車両の現在位置情報、ドライバーの運転操作情報（急加速、急ブレーキの有無）をリアルタイムに収集し、解析するクラウドコンピューティングを用いた運行管理システムである。
ハードウェアはトランストロン製で、デジタルタコグラフとしての機能も備えており、法定三要素のほか、冷凍車の庫内温度管理、運行記録データのETC連動、車両故障診断機能と連携したロードサービス救援依頼機能などを備える。
MIMAMORIを通じて入手した情報を活用し、故障を起こす前に車両の予防保守・予防整備の計画を立てることで車両の稼働率を高める「PREISM」という稼働サポートシステムも提供している。PREISMは、2015年の2代目ギガの発表以降拡大採用され、2021年現在フォワード・エルフに標準装備されている。

## 歴史
2004年2月にみまもりくんのサービスを開始する。2007年までに約1万2000台が契約しており、燃費の向上や事故の減少が評価された。燃費については約20%の向上が確認された例も少なくない。
KDDIと共同開発し、2007年5月に新バージョンを発売した。CDMA 1X WINに対応した組込用通信モジュールの搭載、車載ユニットを1DINに集約、モノクロの車載ディスプレイ搭載といった改良がされている。
2015年、2代目ギガに標準装備したのと同時に、サービス名称を「MIMAMORI」に改める。
2017年5月、4GLTEに対応したフルモデルチェンジを行う。

## 受賞
- MCPC award 2007 グランプリ/総務大臣賞 受賞[4]
- 第二回エコプロダクツ大賞国土交通大臣賞（エコサービス部門）受賞[4]